# Leyburn
Leyburn is een civil parish in het bestuurlijke gebied Richmondshire, in het Engelse graafschap North Yorkshire met 2183 inwoners.